# Club Bàsquet Santfeliuenc
El Club Bàsquet Santfeliuenc es una entidad con más de 85 años de historia que a lo largo de los años ha fomentado la práctica de este deporte entre los ciudadanos de San Feliú de Llobregat (Barcelona) España.
En la actualidad goza de un crecimiento importante, ligado al crecimiento generalizado de la práctica de este deporte raíz de los éxitos recientes de la selección española, y muy probablemente también debido al éxito de jugadores como Juan Carlos Navarro formado en la entidad.
El equipo senior masculino compite actualmente en la Super Copa y el femenino disputa la Liga Femenina Challenge.

## Historia[1]
En 1927, el profesor de educación física Rafael Nicolau llega a San Feliú, ya que, como jefe de distrito, San Feliú podía disfrutar de un profesor de gimnasia. Conocedor de las reglas y técnicas del baloncesto, decide empezar a entrenar chicos en esta disciplina. El domingo 13 de febrero de 1927, el CB Santfeliuenc da sus primeros pasos (aunque durante muchos años se había pensado que el club había sido fundado en 1929, el CB Santfeliuenc obtuvo el alta en la Federación Catalana de Baloncesto en 1927).
Al equipo fundacional se le da el nombre de Olímpic Basket Club, aunque no compite en una división oficial hasta 1935, en Tercera Categoría. La primera pista que acoge los partidos del entonces Olímpic Basket Club se encuentra en la parte superior del campo de fútbol del Pinar-campo donde jugaba el Santfeliuenc FC, inaugurado en 1925 -. El CB Santfeliuenc juega el primer partido ante la Penya Interrogants.
Durante los años 30, el club juega sus partidos en el llamado campo dels Carlins. Posteriormente se traslada a la pista del Ateneu.
Después de la Guerra Civil, el club pasa a llamarse oficialmente Club Bàsquet Santfeliuenc.

### 1939-1940, entre la disolución y la resistencia
El club se ve obligado a jugar en Sant Joan Despí por malentendidos con la administración local. Jugadores clásicos como Juan Cortés, José Campderrós, Antoni Amigó, Joan Miró, García, Rigol, Pié, Sobrino o Martín forman parte del CBS pujante de posguerra, donde comienza a despuntar Manuel Martín Vives, "Manolín". Manolín será el primero santfeliuense a debutar con la selección española, camiseta que llevó en 20 ocasiones.

### Los años de esplendor
En la década de los 50, la entidad consolida su estructura y cultiva un plantel de grandes jugadores santfeliuenses. El CB Santfeliuenc establece de manera definitiva su pista de juego en la Unión Coral y la sede social en el número 13 del Paseo Bertrand. El acuerdo entre la Unión Coral y el club se mantendrá hasta los años 70. El club logra la máxima categoría del baloncesto catalán-la liga española de baloncesto no comienza hasta el año 1956 -. Clubes como el FC Barcelona, Espanyol, Cotonificio, Manresa o Joventut de Badalona pasan por la pista del Coro, que se llena a rebosar.
En 1954, el CB Santfeliuenc, reforzado por los internacionales Kucharsky y Dalmau, celebra las bodas de plata con el potente Fundación Ateneo de la Juventud de Buenos Aires como rival, que contaba con cuatro internacionales argentinos.
El 20 de mayo de 1954, bajo la presidencia de José Torrentes, el club redacta sus estatutos, que son aprobados por la Federación Catalana de Baloncesto. El artículo 1 define el objetivo que ha dibujado la trayectoria de la entidad: "El Club Baloncesto Sanfeliuense Tiene como único fin la práctica amateur del baloncesto entre toda la afición local".
En 1961, el CB Santfeliuenc se proclama campeón de la Liga Regional de Cataluña, en el Palacio de Deportes de Barcelona, al ganar en la final al CB Prat. Carlos Carbonell, Toni Durán, Magí Mestre, Eduard Amigó, Aleix Badet, Jordi Artigas, Pere Solé, Pedro Cortijo, Pahisa, Carlos Urpí, Vicenç Martí, Rojas, Marío Rebes y el entrenador, Jordi Artigas, escribían una de las páginas más brillantes de la historia del club. Presidía el equipo el mítico Pere Planas.

### Cambio de tiempo
El profesionalismo derrota del amateurismo. El CB Santfeliuenc no puede tomar la carrera del profesionalismo y empieza a perder fuelle respecto a los grandes equipos catalanes que inician la profesionalización.
En 1970, el equipo se traslada a jugar en las pistas polideportivas del Parc Esportiu Sayrach, en la calle Virgen de Montserrat.
En 1976, la sección femenina comienza a hacer los primeros intentos. Esta nueva sección del club tomaba el relevo del equipo de trabajadoras de la Hoechst Ibérica. Joan Ribas fue el primer entrenador.
1977, llega a la presidencia Miquel Martí Ollé.
1979, celebración de las Bodas de Oro. El Santfeliuenc cumple cincuenta años.
Pero llegan tiempos de crisis, y hay que empezar de cero. El equipo absoluto pierde de manera consecutiva tres categorías: de Segunda Nacional a Tercera Catalana. La entidad afronta una profunda reestructuración en un esfuerzo colectivo que trata de enderezar el club. El trabajo de Juan-Carlos Garcia y Retuerta (entrenador) Manuel Suárez, Pepe Ventura o Xavi Isern, entre muchos otros, se convierte en capital para recuperar el tiempo perdido y lograr dos ascensos.
1985, el Club estrena el Palau d'Esports.

### La consolidación de un proyecto
El Santfeliuenc se proclama campeón de Primera Catalana sin perder ningún partido (1990-1991) y consigue el ascenso a Segunda Nacional. El equipo da un salto de calidad con la incorporación de jugadores contrastados: Xavi Tres, Rafa Afán y el entrenador Toni Aragón. .
Por su parte, el femenino cierra un ciclo magnífico (1988-1992) con tres ascensos consecutivos: de Tercera Catalana hasta Segunda Nacional. La jugadora santfeliuense María José Belmonte juega en la máxima categoría del baloncesto estatal.
En 1992, el club firma la vinculación con el FC Barcelona. Grandes entrenadores como Guillermo Eldracher y Pere Pardina pasan por Sant Feliu. El acuerdo de vinculación hace que pasen por Sant Feliu jugadores que después han hecho lugar a la Liga ACB: Quique Moragas, Pedro Capdevila o Quique Junyent, por ejemplo. Además, comienza a despuntar un joven Juan Carlos Navarro, que rápidamente se incorpora a la disciplina del FC Barcelona.
La temporada 1995-96, el CB Santfeliuenc completa uno de los mejores equipos de las últimas décadas con Llorenç Mons, Xavier Albesa, Milà, Albert Roure, Sergi Grimau, Francesc Atienza, Pere Capdevila, Txiqui Ruiz, Quini García, Oriol Junyent y Ernest Martínez. Los azules juegan la fase de ascenso a Primera Nacional B en la ciudad pontevedresa de Vilagarcia de Arousa, y se proclaman campeones de la liguilla al vencer en la final al Concello de Portas por 97 a 83. El primer intento de subir a la recién creada Liga EBA queda en suspenso. El Club vende la plaza.
El club se consolida en Primera Nacional, que en 2001 pasa a llamarse Copa Cataluña.
2002, celebración del 75 Aniversario. Un delegación del club es recibida en el Palau de la Generalitat por el presidente de Cataluña, Jordi Pujol.
2006-2007: El CB Santfeliuenc logra el ascenso a la Liga EBA tras ser campeón del grupo I de Copa Cataluña y subcampeón de la Final Four jugada en Sant Feliu. El equipo entrenado por Àlex Terés y con jugadores como Josep Querol, Sergi Balagué, Xavi Garrido, Iván Rodríguez, Roger Pons, Dídac Pérez, Xavi Porto, Alberto Taranilla, Álvaro Agustí, Sergi Navarro y Marc Pous llevan al Santfe hacia el baloncesto semiprofesional español. El CB Santfeliuenc, esta vez, sí acepta la plaza a EBA.
2007, Miquel Martí deja, después de tres décadas, la presidencia del club. Enrique Johnson preside la nueva junta, que se presenta oficialmente el 29 de noviembre de 2007. "Fem club fem afició"(Hacemos club hacemos afición) es la divisa elegida por la flamante directiva, que trata de profesionalizar el club y animar a la afición en un proyecto de ciudad.

### La explosión en EBA
La temporada 2008-2009 el club comienza en EBA con uno de los presupuestos más pequeños pero se convierte en uno de los referentes. En mayo de 2009 juega las fases de ascenso a LEB Plata en Azpeitia pero no asciende por el basket average que es favorable al club alicantino de la Villajoyosa.
La temporada siguiente se vuelve a clasificar para las fases de ascenso pero después de dejar atrás el CB Guadix y el Platges de Mataró, pierde la final en casa contra Reale Ciudad Real.
La temporada 2010-2011 el Santfeliuenc se vuelve a clasificar para el ascenso y esta vez lo consigue ganando en el Pabellón Juan Carlos Navarro en la final al AB Pacense de Badajoz. El ascenso no se pudo materializar por cuestiones económicas y el año siguiente se volvió a empezar en la Liga EBA.
La temporada 2011-2012 se lograron todos los títulos posibles para un equipo catalán en EBA: se logró ganar la Liga Catalana EBA en diciembre, quedó primero de grupo al Grupo C de la Liga EBA y volvió a ganar el ascenso esta vez contra el CB Cimbis. Pero otra vez la economía del club impide a este alcanzar la categoría.

### Equipo Femenino
En cuanto a la sección femenina, en agosto de 2011 el CB Santfeliuenc y el FC Barcelona firman un acuerdo que vincula las dos secciones femeninas en un solo proyecto bajo el nombre de " Barça CBS ".  El acuerdo que ya se prorrogó en varias ocasiones, ha vinculado los dos clubes también en la temporada 2024-2025, en la Liga Femenina Challenge.
Tras varias temporadas compitiendo en el segundo nivel nacional ( Liga Femenina 2 y Liga Femenina Challenge), en la temporada 2021-22 se logra el ascenso a Liga Femenina, en la que ha permanecido durante dos campañas. El mayor éxito deportivo, se alcanza en la primera de ellas (2022-23). Tras terminar séptimas en la liga regular, alcanzan las semifinales eliminando al Spar Girona,consiguiendo el cuarto puesto definitivo en la clasificación, tras caer con el Perfumerías Avenida, en la semifinal.
Tras la campaña 2023-24 el club renuncia a su plaza en la Liga Femenina, pasando a competir en la Liga Femenina Challenge.
Al final de la temporada 2024-25, el FC Barcelona anuncia la finalización del acuerdo que mantenían ambos clubs desde hacía trece años. El equipo femenino continuará compitiendo en la Liga Femenina Challenge como CB Santfeliuenc.

## Denominaciones
| Equipo Masculino - CB Santfeliuenc (2006-2007) - CB Santfeliuenc -Eninter (2007-2009) - Eninter-CB Santfeliuenc (2010-2013) - CB Santfeliuenc (2013-2015) - Ciutat de les Roses CBS (2015-2016) - CB Santfeliuenc (2016-2017) - Merchanservis CBS (2017-2018) - CB Santfeliuenc (2018-2022) - Pajarraco CB Santfeliuenc (2022-2024) - CB Santfeliuenc (2024-) |  | Equipo Femenino - CB Santfeliuenc (2008-2009) - Axa Puig Pedro-Santfeliuenc (2009-2011) - Barça CBS (2011-2013) - Gopro Barça CBS (2013-2014) - Barça CBS (2014-2025) - CB Santfeliuenc (2025-) |

## Trayectoria

### Equipo Masculino
| Tempor. | Nivel | División         | Pos. | Postemporada              | TR    | PO  | Copa        | Copa |
| ------- | ----- | ---------------- | ---- | ------------------------- | ----- | --- | ----------- | ---- |
| 2006-07 | 5     | Copa Catalunya   | 1.º  | Final Four (2.º)/ Ascenso | –     | –   | –           | –    |
| 2007-08 | 5     | Liga EBA         | 12.º | –                         | 12-18 | –   | –           | –    |
| 2008-09 | 5     | Liga EBA         | 3.º  | Fase final (11.º)         | 19-11 | 2-1 | –           | –    |
| 2009-10 | 4     | Liga EBA         | 4.º  | Cuartos final (8.º)       | 16-8  | 2-4 | –           | –    |
| 2010-11 | 4     | Liga EBA         | 1.º  | Cuartos final (3.º)       | 26-4  | 3-1 | –           | –    |
| 2011-12 | 4     | Liga EBA         | 1.º  | Cuartos final (3.º)       | 21-7  | 3-1 | –           | –    |
| 2012-13 | 4     | Liga EBA         | 6.º  | –                         | 17-13 | –   | –           | –    |
| 2013-14 | 4     | Liga EBA         | 6.º  | –                         | 9-11  | –   | –           | –    |
| 2014-15 | 4     | Liga EBA         | 7.º  | –                         | 11-15 | –   | –           | –    |
| 2015-16 | 4     | Liga EBA         | 4.º  | –                         | 10-8  | –   | –           | –    |
| 2016-17 | 4     | Liga EBA         | 14.º | Descenso                  | 7-19  | –   | –           | –    |
| 2017-18 | 5     | Copa Catalunya   | 12.º | Play out/ Descenso        | 10-16 | 1-2 | –           | –    |
| 2018-19 | 6     | CC 1.ª Categoría | 10.º | Prom. permanencia         | 9-17  | 2-1 | –           | –    |
| 2019-20 | 6     | CC 1.ª Categoría | 13.º | Ascenso                   | 4-15  | –   | –           | –    |
| 2020-21 | 5     | Copa Catalunya   | 5.º  | Ascenso                   | 2-8   | –   | –           | –    |
| 2021-22 | 4     | Liga EBA         | 8.º  | –                         | 9-13  | –   | –           | –    |
| 2022-23 | 4     | Liga EBA         | 1.º  | Fase final (4.º)/ Ascenso | 21-5  | 2-1 | –           | –    |
| 2023-24 | 3     | LEB Plata        | 7.º  | Octavos final (13.º)      | 12-14 | 0-2 | –           | –    |
| 2024-25 | 3     | Segunda FEB      | 13.º | Descenso                  | 6-20  | –   | Copa España | FG   |
| 2025-26 | 5     | Super Copa       |      |                           |       |     | –           | –    |

### Equipo Femenino
| Tempor. | Nivel | División                | Pos. | Postemporada              | TR    | PO       | Copa             | Copa |
| ------- | ----- | ----------------------- | ---- | ------------------------- | ----- | -------- | ---------------- | ---- |
| 2008-09 | 4     | CC 1.ª Categoría Fem    | 5.º  | –                         | 18-12 | –        | –                | –    |
| 2009-10 | 4     | CC 1.ª Categoría Fem    | 7.º  | –                         | 17-13 | –        | –                | –    |
| 2010-11 | 4     | CC 1.ª Categoría Fem    | 8.º  | –                         | 15-13 | –        | –                | –    |
| 2011-12 | 4     | CC 1.ª Categoría Fem    | 11.º | –                         | 13-17 | –        | –                | –    |
| 2012-13 | 4     | CC 1.ª Categoría Fem    | 11.º | Ascenso                   | 13-17 | –        | –                | –    |
| 2013-14 | 2     | Liga Femenina 2         | 12.º | Descenso                  | 3-19  | –        | –                | –    |
| 2014-15 | 3     | Copa Catalunya Fem      | 6.º  | –                         | 15-13 | –        | –                | –    |
| 2015-16 | 3     | Copa Catalunya Fem      | 7.º  | –                         | 17-21 | –        | –                | –    |
| 2016-17 | 3     | Copa Catalunya Fem      | 1.º  | Fase final (1.º)/ Ascenso | 26-2  | (2-0)3-0 | –                | –    |
| 2017-18 | 2     | Liga Femenina 2         | 6.º  | –                         | 14-12 | –        | –                | –    |
| 2018-19 | 2     | Liga Femenina 2         | 4.º  | Fase final (7.º)          | 17-9  | 0-3      | –                | –    |
| 2019-20 | 2     | Liga Femenina 2         | 6.º  | –                         | 10-11 | –        | –                | –    |
| 2020-21 | 2     | Liga Femenina 2         | 1.º  | Fase final (3.º)/ Ascenso | 26-0  | 2-1      | –                | –    |
| 2021-22 | 2     | Liga Femenina Challenge | 1.º  | Ascenso                   | 27-3  | –        | –                | –    |
| 2022-23 | 1     | Liga Femenina           | 7.º  | Semifinal (4.º)           | 15-15 | 1-3      | Copa de la Reina | CF   |
| 2023-24 | 1     | Liga Femenina           | 13.º | Descenso                  | 11-19 | –        | –                | –    |
| 2024-25 | 2     | Liga Femenina Challenge | 12.º | –                         | 9-21  | –        | –                | –    |
| 2025-26 | 2     | Liga Femenina Challenge |      |                           |       |          | –                | –    |